# バイオスフィア2
バイオスフィア2(英: Biosphere2) は、アメリカ合衆国のアリゾナ州オラクルにある地球システム科学の研究施設である。地球科学と生態系についての研究や、教育とアウトリーチの拠点となることを主なミッションとしている。バイオスフィア2は1.27ヘクタールの建築物で、もともとは人工の物質的に閉鎖された生態系、あるいはビバリウムとして作られた。バイオスフィア2は建設以来、世界最大の閉鎖生態系である。

## 概要
1987年から1991年にかけて建設されたバイオスフィア2は、もともと地球の生物圏の代わりとして、宇宙空間での人間の生活を支え、維持するための閉鎖生態系の実現可能性を実証することを目的としていた。バイオスフィア2はさまざまな生物学的生物群系に基づいた異なるセクションを持つ構造で、生態系内の相互作用の網を探索するために設計された。バイオスフィア2の内部にはいくつかの生物群系と人間の居住区に加え、地球生態学の研究のための新しい種類の実験室として、人間、農業、技術、その他の自然との間の相互作用を研究するための農業エリアと作業スペースがあった。その使命は、8人の人間（「バイオスフィリアン」）による2年間の閉鎖実験であった。長期的には、宇宙移民における閉鎖生物圏の使用についての知識を得る先行研究と見なされた。バイオスフィア2は生態系の実験施設として、地球の生物圏に害を与えることなく、ミニ生物圏システムの研究と操作を可能にした。
バイオスフィア2の生物群系エリアは次の7つから構成された。1,900平方メートルの熱帯雨林、850平方メートルの珊瑚礁のある海、450平方メートルのマングローブ湿地、 1,300平方メートルのサバンナ草原、1,400平方メートルの霧砂漠、および2,500平方メートルの農業システムエリアと生活空間、研究室、作業室を備えた人間の居住空間という2つの人為的生物群系であった。地下には技術インフラの大部分が配置された。暖房と冷却用の水は独立した配管システムを通して循環し、施設の大部分を覆うガラスのスペースフレームパネルを通してパッシブソーラーが入力され、電力は付設の天然ガスエネルギーセンターからバイオスフィア2に供給された。
バイオスフィア2は本来の目的である閉鎖系の実験のためには、2回しか使用されなかった。1回目は1991年から1993年まで、2回目は1994年3月から9月までである。この2回の実験では、食料と酸素の不足、実験に含まれる多くの動植物の死滅（ただし、このプロジェクトでは生物群系の発達に伴う損失を予測して意図的に「"species-packing"（種の詰め込み）」戦略を採用していたため予見されてはいた）、居住者間の集団力学の緊張、外部の政治闘争、そして、プロジェクトの管理と方向性をめぐる権力闘争などが発生した。それにもかかわらずこの閉鎖実験では、閉鎖生態系、農業生産、クルーが従った高栄養と低カロリーの食事による健康改善、複雑な生物学的システムと大気力学の自己組織化に関する洞察において世界記録を樹立した。2回目の閉鎖実験では食料の完全な自給自足を達成し、酸素の注入を必要としなかった。
1994年6月、2回目の実験の途中で運営会社であるSpace Biospheres Venturesが解散し、施設は宙に浮いた状態になった。コロンビア大学は1995年に施設の管理を引き継ぎ、2003年まで実験を行った。その後、住宅や店舗建設のため取り壊されるリスクがあるように見えたが、2007年にアリゾナ大学が研究のために施設を引き継いだ。アリゾナ大学は2011年に施設の完全な所有権を取得した。

## 企画と施工

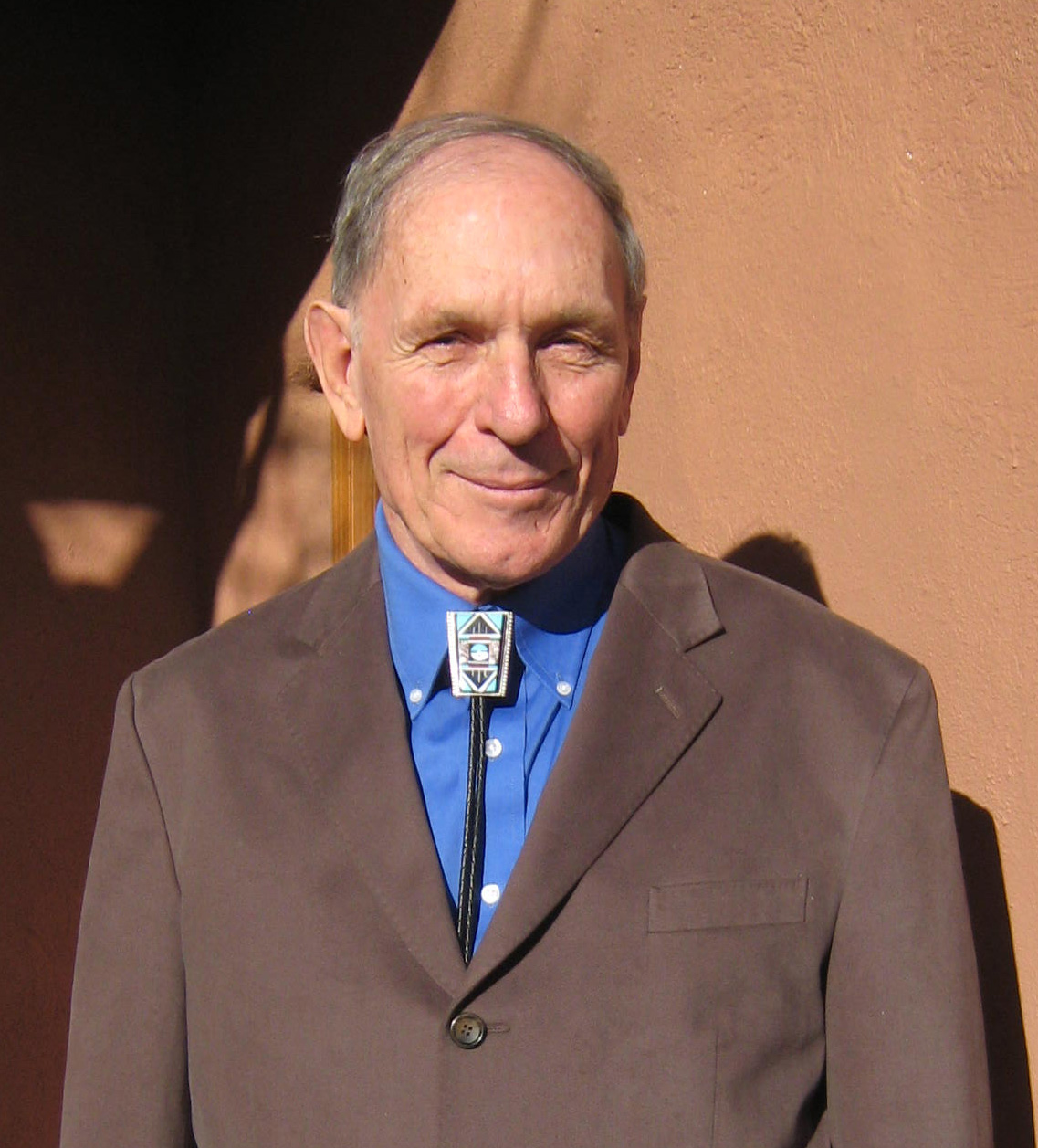
ジョン・P・アレン、2009年

バイオスフィア2プロジェクトは、実業家、慈善家の富豪エド・バスとシステム生態学者のジョン・P・アレンによって1984年に開始され、バスは1991年まで1億5000万米ドルの資金を提供した。アレンは1969年にニューメキシコ州にカウンターカルチャーのコミュニティ、シナジア牧場を設立しており、アレンはそこでバックミンスター・フラーの「宇宙船地球号」コンセプトを標榜し、核戦争などの災害からの避難所としてのバイオスフィアのアイデアを探求していた。バスとアレンは1970年代にシナジア牧場で出会った。シナジア牧場の他の元メンバー数人もバイオスフィア2プロジェクトに参加した。
建設は1987年から1991年にかけて、提唱者兼会長であるジョン・P・アレンを主な役員とする合弁会社であるSpace Biosphere Venturesによって実施された。CEOはマーガレット・オーガスティン、財務担当副社長はマリー・ハーディング、研究担当副社長はアビゲイル・アリング、宇宙および環境アプリケーションのディレクターはマーク・ネルソン、システムエンジニアリングディレクターはウィリアム・F・デンプスター、ミッションコントロール担当副社長はノルベルト・アルバレス・ロモ。
地球そのもの（バイオスフィア1/第一生物圏）に次ぐ第二の完全に自給自足の生物圏となることが意図されていたため、「バイオスフィア2/第二生物圏」と名付けられた。

## 位置
このガラスとスペースフレームの施設は、アリゾナ州オラクルのサンタカタリナ山脈のふもと、ツーソンから北に約50分の場所にある。その標高は海抜約1,200 m（4,000フィート）である。

## エンジニアリング

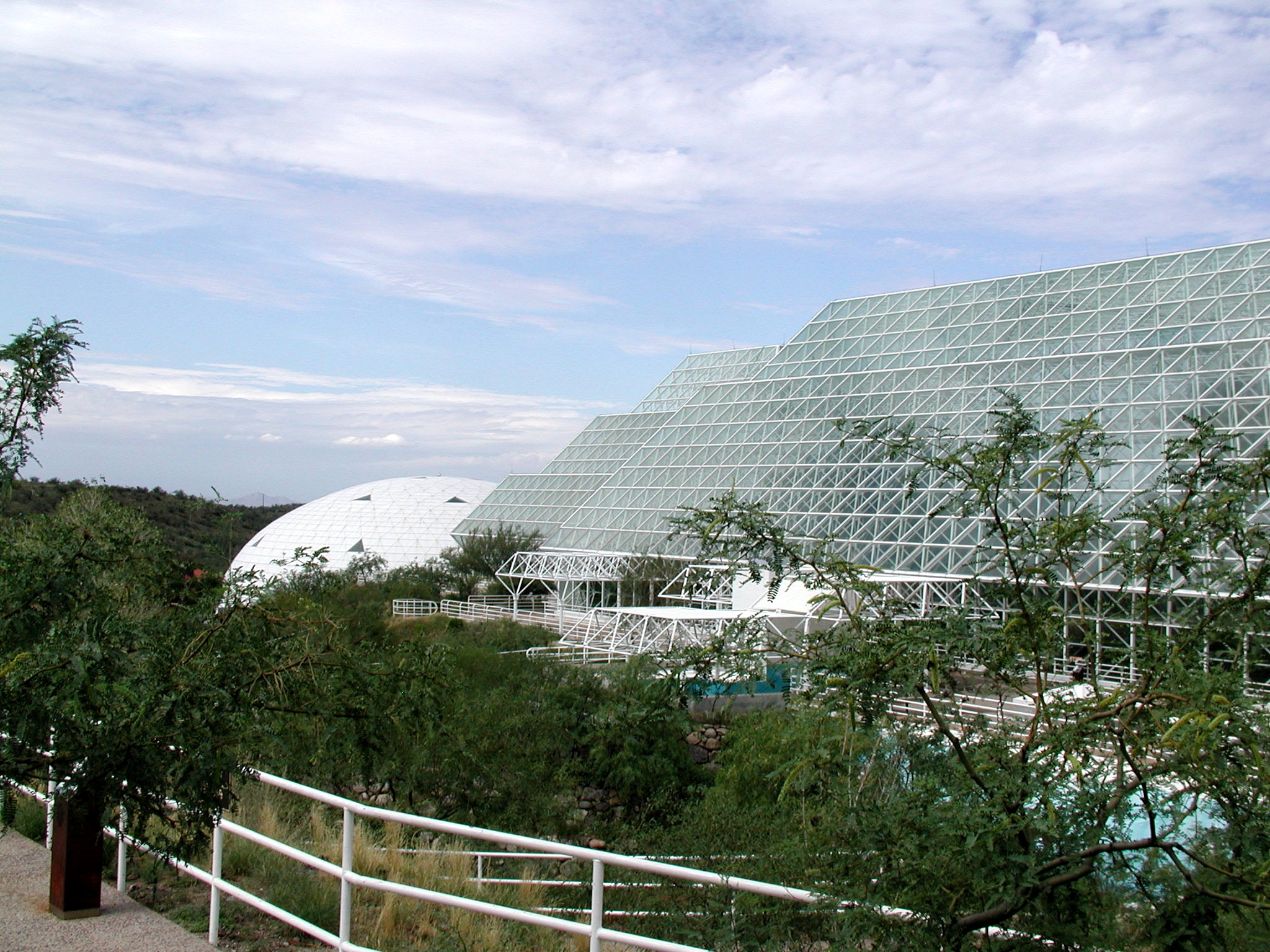
スペースフレームによる温室（右）

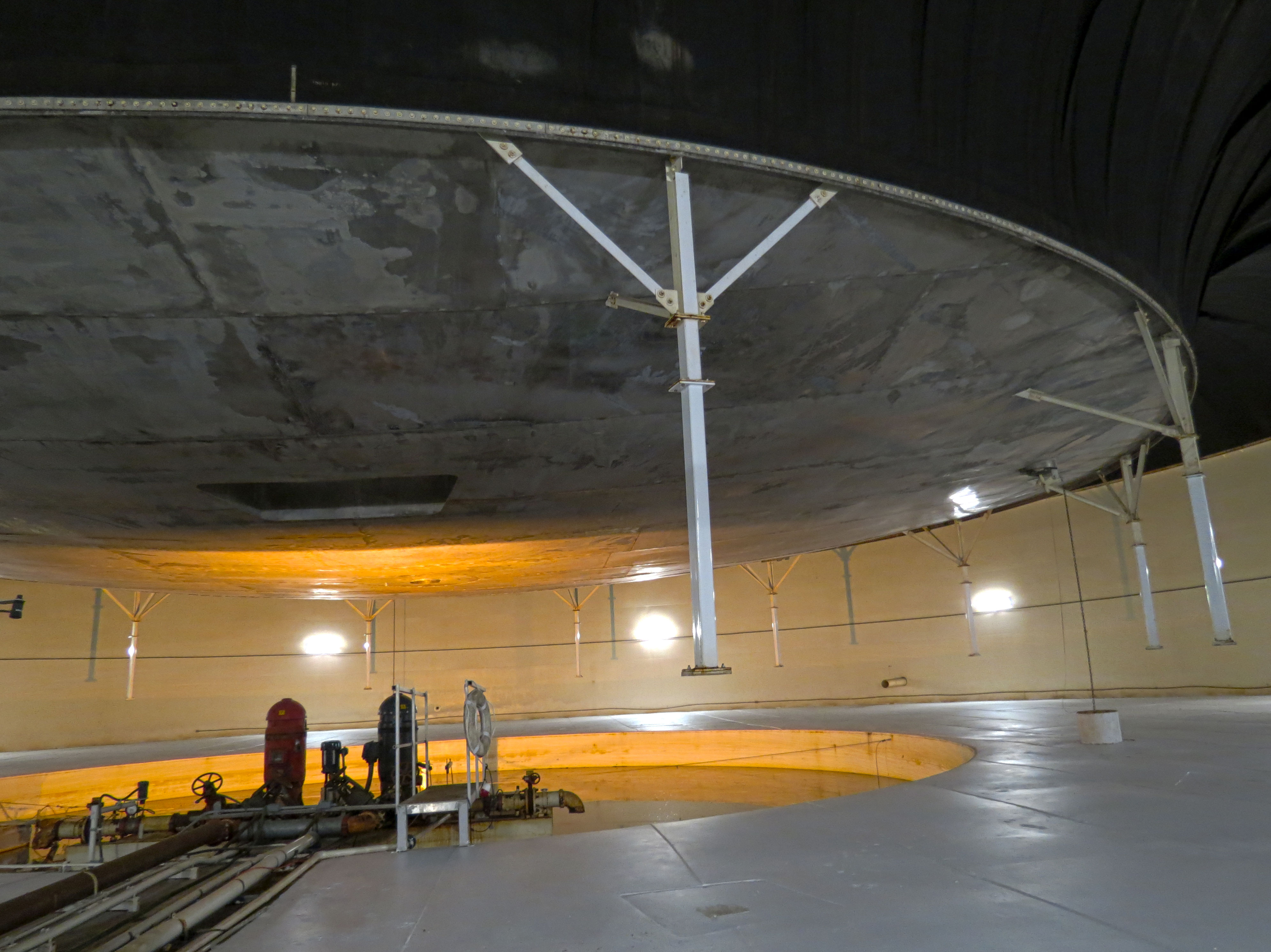
気圧差に対応するための「肺」

バイオスフィア2の地上の物理的構造は、鋼管と高性能ガラスおよび鉄骨フレームで構成されていた。フレームとガラスの素材は、バックミンスター・フラーのかつての同僚であるピーター・ジョン・ピアースが経営するPearce Structures, Inc.によって設計され、要求仕様に合わせて作られた。窓のシールと構造は、空気交換が非常に少なく、時間の経過に伴う微細な変化を追跡できるように、ほぼ完全に気密になるように設計する必要があった。ピアースとウィリアム・デンプスターによって開発された特許を取得した気密シール方法は年間10％以下のリーク率を達成した。このような厳密な閉鎖がなければ、初回の2年間の密閉実験中に1か月あたり1⁄4％未満の割合で発生した酸素の緩やかな減少は検出されなかったかもしれない
日中は太陽の熱で内部の空気が膨張し、夜は冷えて収縮した。体積が固定されていることによって生じる巨大な気圧の力に対処するために、構造には「lung（肺）」または可変体積構造と呼ばれるドームに保持された大きなダイアフラムがあった。
窓を開けるという選択肢がなかったので、この構造では、生物群系のセクションごとに異なる望ましいパラメータ内で温度を調節するための洗練されたシステムを必要とした。冷却が最大のエネルギー需要であったが、冬には暖房を供給する必要があり、クローズドループパイプとエアハンドリングユニットがエネルギーシステムの重要な部分であった。敷地内のエネルギーセンターは、天然ガスと予備発電機、アンモニア吸収冷凍機、水冷塔を使用して、電気と暖房・冷房水を提供した。

## 初回のミッション

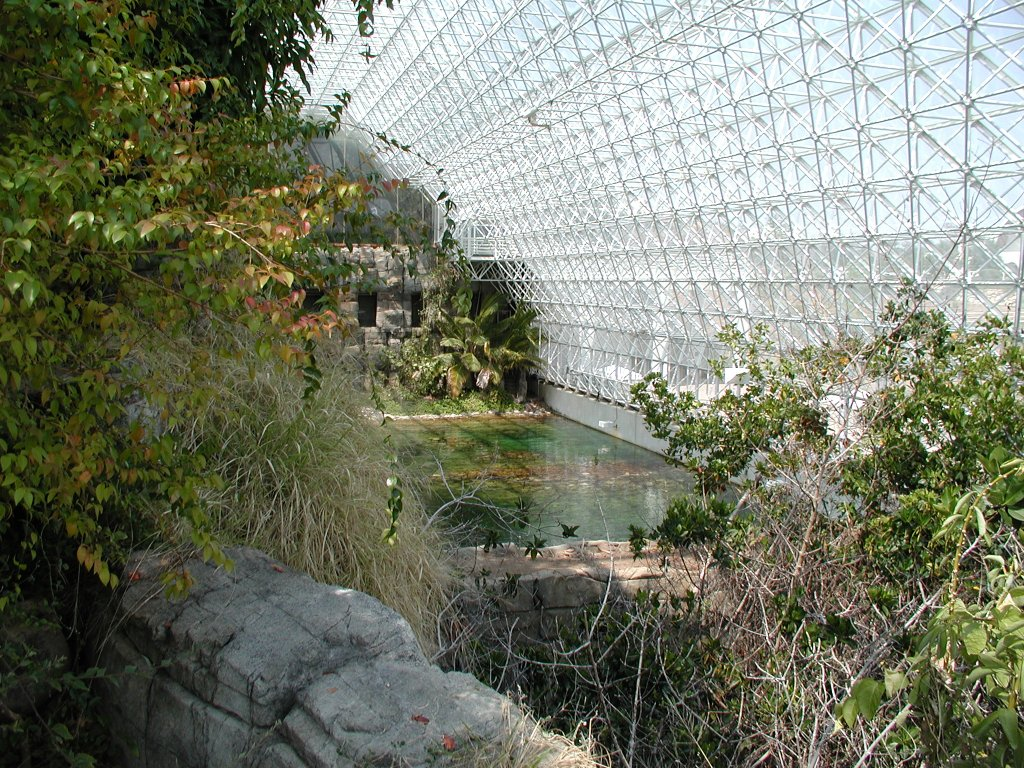
バイオスフィア2内部、サバンナと砂漠（手前）と海（奥）の移行地帯から

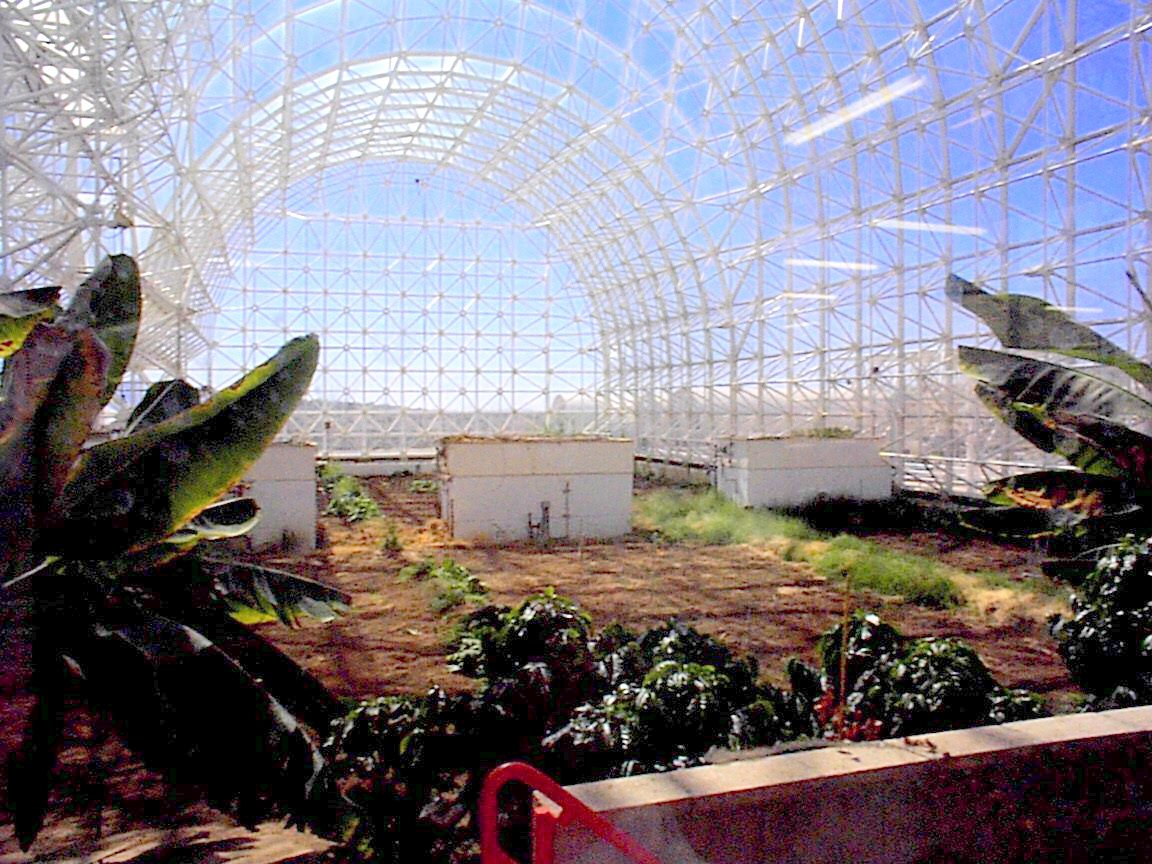
農地

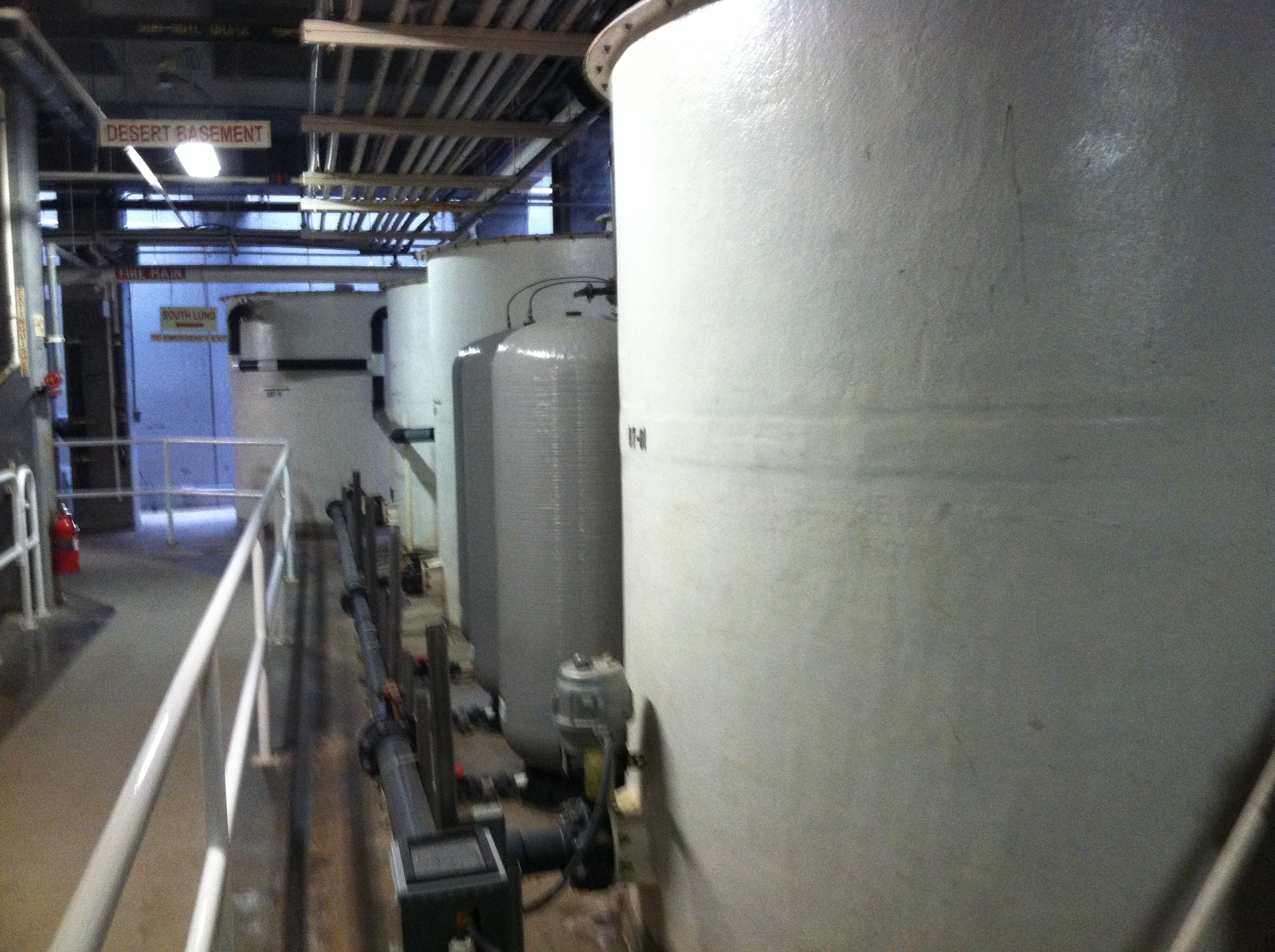
逆浸透水タンク

初回の閉鎖ミッションは1991年9月26日から1993年9月26日まで行われた。クルーは医師兼研究者のロイ・ウォルフォード、ジェーン・ポインター、テイバー・マッカラム、マーク・ネルソン、サリー・シルバーストーン、アビゲイル・アリング、マーク・ヴァン・ティロ、リンダ・リーであった。
バナナ、パパイヤ、サツマイモ、ビート、ピーナッツ、フジマメとササゲ、米、小麦の作物を含む総食料の83％を農業システムで供給した。特に最初の一年の間、8人の居住者は絶え間ない飢えを訴えた。計算によると、バイオスフィア2の農場は、「インドネシア、中国南部、バングラデシュの最も効率的な農業コミュニティの5倍以上を超えて」世界で最も生産量の高い農場の1つであった。
クルーたちはロイ・ウォルフォードが食事制限による寿命延長として研究していた、低カロリーで栄養価の高い食事を摂った。医学的な指標は2年間のクルーの健康状態が良好であることを示していた。血中コレステロールの低下、血圧の低下、免疫力の向上など、健康指標に共通して改善がみられた。また、クルーの体重は閉鎖前と比較して平均16％減少し、2年目には体重が安定、回復した。その後の研究では、クルーの代謝が、低カロリーで高栄養の食事への適応として、食物から栄養素を抽出する際により効率的になったことが示された。「バイオスフィア2内のクルーの全体的な健康状態は、バイオスフィア2人間圏システムの当初の設計が毒素の蓄積を回避し、バイオスフィア2内の生物再生技術と生態系が健康な環境を維持していたことを裏付けている。」
初回のミッションで農業地域に用意された家畜は次のものが含まれる。アフリカのピグミーヤギの雌4頭と雄1頭。35羽の雌鶏と3羽の雄鶏（インドのセキショクヤケイと日本の烏骨鶏、そしてそれらの雑種）。2頭の雌豚と1頭の雄豚（オサボー島豚）。数千年前の中国に起源を持つ、稲作の水田でアゾラ（水生シダ）とティラピアを共生させるシステムも導入された。
一部の種が生き残れなかった場合でも食物網と生態系機能を維持できるように、「種の詰め込み」戦略が実践された。霧砂漠エリアは、スペースフレームへの結露により、よりシャパラルな特徴を持つようになった。サバンナは季節により活発になり、そのバイオマスは、二酸化炭素量の管理の一環としてクルーによって伐採・貯蔵された。熱帯雨林の先駆種は急速に成長したが、熱帯雨林とサバンナの樹木は、黄化や、自然環境下では風に反応して作られるあて材の欠如による強度不足に悩まされた。海のエリアでは珊瑚が繁殖し、クルーは珊瑚から藻類を手で採取し、炭酸カルシウムレベルとpHレベルを操作して海が過度に酸性化するのを防ぎ、もともと過剰な栄養分を取り除くために設置していたアルジーターフスクラバーシステムを補完するために改良型のプロテインスキマーを設置して海洋システムの健康維持を支えた。マングローブ地域は急速に発達したが、おそらく光量の不足のため、典型的な湿地よりも下層植物が少なかった 。それでも、マングローブと湿地帯の植物が採取されたフロリダのエバーグレーズ地域の生態系の模倣に成功したと判断された。
バイオスフィア2はその体積と緩衝地帯が小さく、有機物と生物の密度が高いため、地球の生物圏よりも大きな変動とより速い生物地球化学的循環を持っていた。植物や動物の繁殖はあったものの、導入された脊椎動物種のほとんどと、実質的にすべての受粉昆虫が死んだ。ゴキブリのような害虫が繁殖した。当初生物群系に導入されたさまざまな種には多くの昆虫が含まれていたが、意図せずに封じ込められた世界的に侵略性の放浪種であるヒゲナガアメイロアリが他のアリ種より優勢になったようになった。計画された熱帯雨林の生態遷移と、過酷な日光と海からの塩のエアロゾルから地域を保護するための戦略はうまく機能し、元々の生物多様性が驚くほど豊かに持続した。バイオスフィア2における初期の生態学的発達は島嶼生物学に例えられた。

### 集団力学：心理学、対立と協調

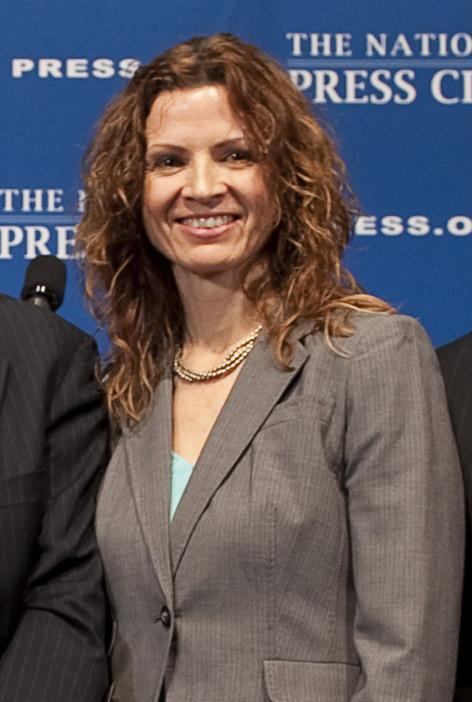
ジェーン・ポインター、2010年

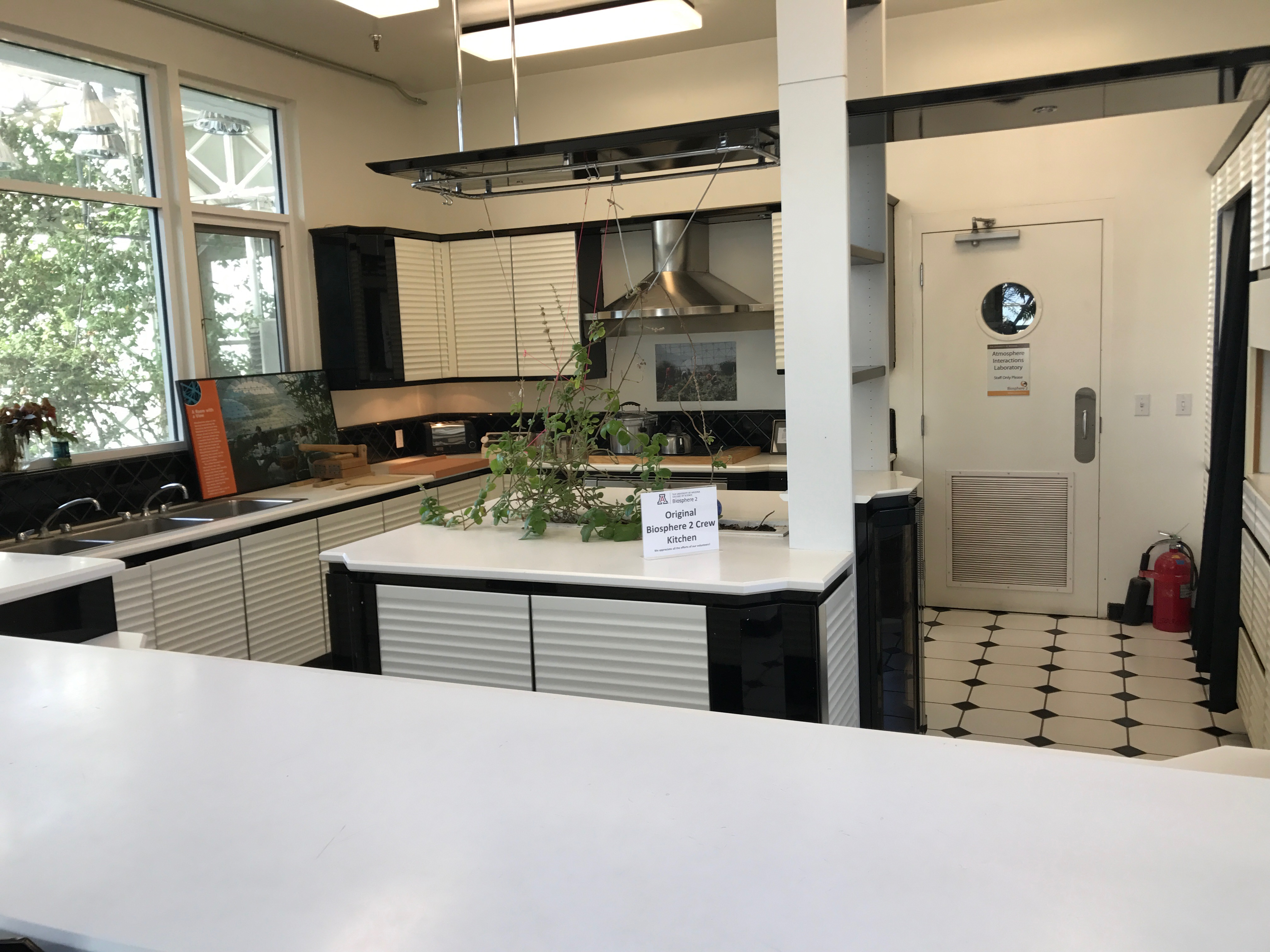
キッチン

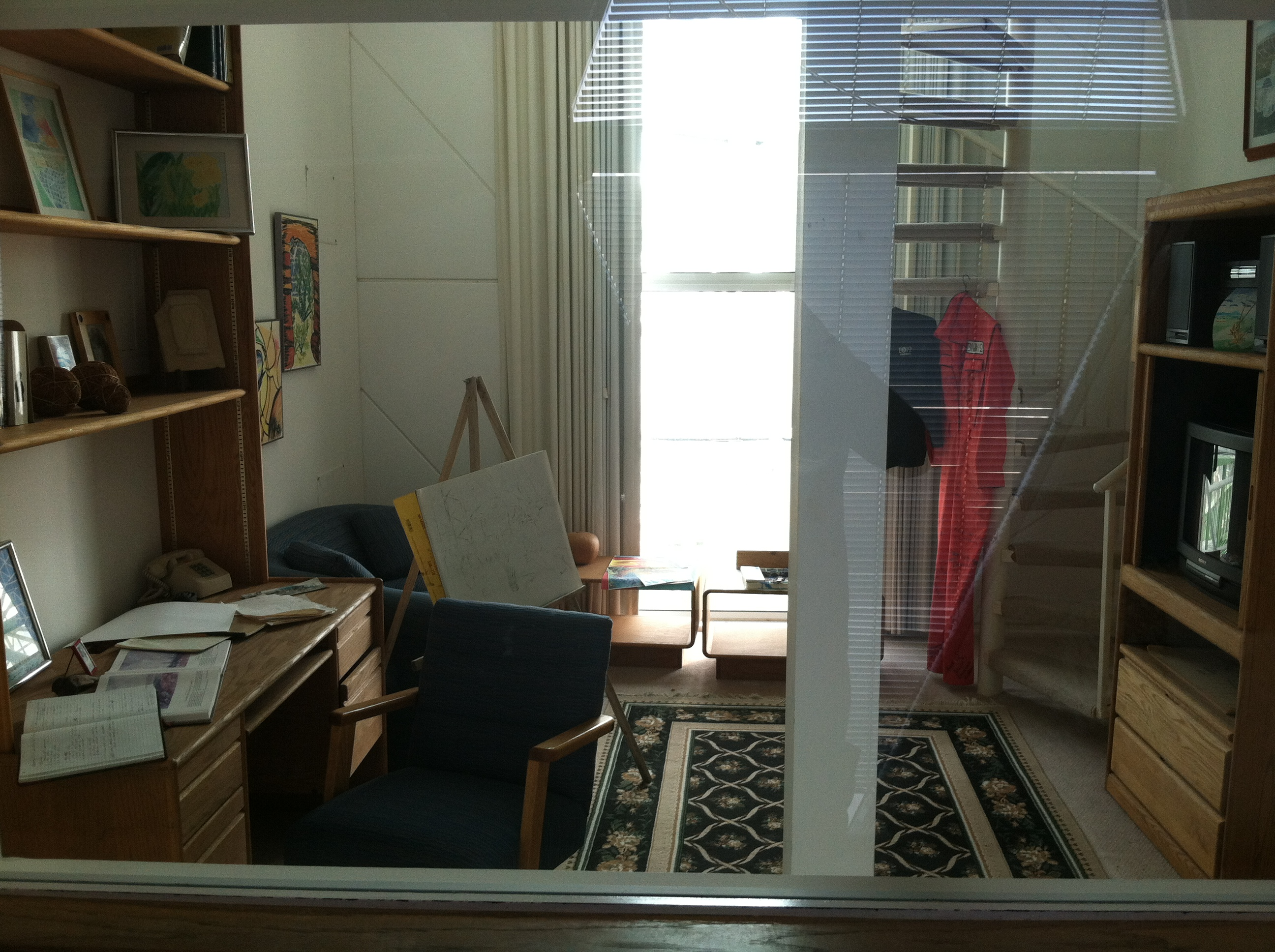
クルーの個室

隔離された人間集団の挙動の分析の多くは、南極の研究基地で越冬している科学者の心理学的研究から得られている。この現象は「閉鎖環境の心理学（環境心理学を参照）」として研究されている。初回の閉鎖ミッションのクルーであるジェーン・ポインターによると、これは難題として知られており、クルーはしばしば派閥に分かれたという。
初回の閉鎖ミッションが半分も終わらないうちにグループは2つの派閥に分かれ、ポインターによると、親しい友人であった人たちが最低限会話を交わすだけの仲になってしまったという。他方、バイオスフィア2に害を及ぼす行動は自らの健康を危険にさらす可能性があることを念頭に置き、実験の目的を達成するためにチームとして協力し続けたという指摘もある。これは、他の探査では内部の摩擦が無意識のうちに互いを妨げ、ミッション全体を妨げた可能性があることとは対照的である。ネルソンらの報告によると、クルーは全員、自分たちの住む世界と強い絆を直感的に感じていた。アリングらによると、クルーたちは空気や水の質、大気の挙動、生態系の健康状態に、非常に本能的かつ深い注意を向け続けた。この親密な「代謝的なつながり」によって、クルーは生態系のわずかな変化さえも識別して対応することができたという。ネルソンは「生物圏が互いにつながり合っていること、互いに依存し合っていることの意味が、日常の中にある美しさとして、と同時に立ち向かうべき現実として理解できた」と書いている。クルーのウォルフォードは後にこのように認めている。「彼らの何人かは気に入らないが、私たちはずばぬけたチームだった。それが私たちの派閥争いの性質だった…しかしそれでも、私たちはあのひどいミッションを運営し、完全に協力し合っていた」 。 
施設内の派閥は、科学研究の進め方について、生物圏学として進めるのか、あるいは専門的な生態系研究（還元主義的と認識される）として進めるのかという合弁事業のパートナーとの意見対立と権力闘争から形成された。ポインターを含む派閥は、閉鎖性の度合いよりも研究の充実を優先させるべきだと強く考えていた。もう1つの派閥は、プロジェクト管理とミッションの全体的な目標を支持した。2月14日、科学諮問委員会（SAC）の一部が辞職した 。
アメリカの大手ニュース雑誌、タイムは次のように記事にした。「今、データ改ざんや秘密の食糧庫、さらに密かに物資を運び込んでいるという数々の疑惑によってすでに傷ついていた信頼性のうわべがはげ落ちた…2年間の自給自足の実験は、科学というより1億5000万ドルのスタントのように見え始めた」。実際、SACが解散したのは、科学的研究の見直しと改善という任務から逸脱し、経営改革の主張に関与するようになったためである。SACのメンバーの大半は、バイオスフィア2のコンサルタントとして残ることを選択した。
海洋科学者であるジャック・コーリスの研究部長就任、研究上の便宜とクルーの労力軽減のために施設のエアロックを介した科学サンプルや機材の搬入出を認めること、正式な研究プログラムの策定など、SACの報告書にある提言が実行に移された。ウォルフォードとアリングが先頭に立って開発した研究プログラムには64ものプロジェクトが含まれていた。
酸素の減少とカロリー制限のある栄養価の高い食事がクルーの士気を低下させたことは疑いがなかった。アリングの派閥は、ポインターの派閥が、研究プロジェクトの遂行に必要な体力をつけるためなら、食料の輸入もいとわないと考えていることを危惧していた。彼らは、それは定義上、プロジェクトの失敗にあたると考えていた。
1992年11月、飢えたクルーたちはバイオスフィア2内で育てたものではない種子の蓄えを食べ始めた。ポインターはこのことを企業のPRディレクターであるクリス・ヘルムズに知らせた。Space Biospheres VenturesのCEOであるマーガレット・オーガスティンは彼女を即座に解任し、バイオスフィア2を出るように言った。しかし、この命令は実行されなかった。ポインターの書くところによれば、彼女はその命令を実行すれば閉鎖を破ることになると判断し、単にその場にとどまることを決めたという。
隔離された集団は、集団力学やどのような集団にも見られる個人の感情の揺らぎを、より重く感じる傾向がある。極地観測隊員からの報告の中には心理的な問題を誇張したものもある。初回のミッションのクルーの一部は自分たちを抑鬱状態であると考えていたが、心理検査では抑鬱は無く、探検家／冒険家のプロファイルに適合し、女性と男性の両方が宇宙飛行士と非常に類似したスコアを付けていた。ある心理学者は、「もし私がアマゾンで道に迷い、そこから脱出し、一緒に生き残るためのガイドを探していたとしたら、バイオスフィアのクルーが一番の選択肢になるだろう」と指摘した。

### 課題
最初のミッションで浮上した問題点や誤算には、予期せぬ結露による「砂漠」の湿潤化、温室中でのアリやゴキブリの大発生、熱帯雨林エリアでヒルガオ科の植物が過度に繁茂して他の植物を圧迫したこと、施設内への日光の透過量が当初の計算（屋外光の40–50%）より低かったことが挙げられる。バイオスフィアクルーはネルソンによると「キーストーン捕食者」として行動し、生物多様性を保つために必要な場合は侵略的植物を抑制する措置を取った。施設の建造そのものも大きな課題であり、たとえば水塊を制御して波や潮の満ち干を作り出すのは困難だった。真空ポンプを用いて海洋生物相を危険にさらすことなく穏やかな波を作る方法や精巧な冷暖房システムなど、地球の生物圏で起きる自然な作用を再現するための画期的な方策がエンジニアたちによっていくつも生み出された。採用された技術は排気ガスやバイオスフィア2内の生物に悪影響を与える有害物質の放出を極力抑えられるものだった。
ミッション中に負傷したメンバーを施設から一時退出させて帰還時に物資を持ち込ませたという報道は論議を呼んだ。ミッション参加者は持ち込んだ物資はポリ袋だけだったと主張したが、食糧などを補給したのではないかという疑いが寄せられた。また系の平衡を維持できず酸素量が漸減していたのを埋め合わせるため1993年1月に外部から酸素を導入したことでさらなる批判を浴びた。プロジェクトの一員ウィリアム・デンプスターは、バイオスフィア2が生態系の変化や相互作用がいかに複雑なものかを探求するために行われた実験であり、あらゆることを事前に予想した上でのデモンストレーションではないのだと主張した。H・T・オダムは「1992年から1993年にかけて行われていたマネージメントのプロセスは、得られたデータから仮説を立て、シミュレーションで検証し、修正処置を行うという科学の良き伝統に沿ったものだった。にもかかわらず一部のジャーナリストはマスコミを通じてマネージメントを吊るし上げ、このプロジェクトがドアを開けずにどこまでできるかのオリンピック競技であるかのように扱った」と書いた。
施設内の酸素濃度は当初の20.9%から徐々に減少を続けて16か月後には14.5%にまで落ち込んだ。これは標高4,080 m（13,390フィート）における酸素利用可能量に相当する値である。プロジェクト参加者の一部に睡眠時無呼吸症候群に似た症状や倦怠感が見られ始めたため、ウォルフォードと医療チームは1993年1月と8月に外部から酸素を導入して酸素レベルを上昇させた。ウォルフォードは、これほどの酸素低減がクルーの健康に最低限の影響しか与えていないことから、人間の高度適応にともなう反応の原因となっているのは気圧の変化だと示唆されたと主張した。
二酸化炭素レベルの制御は特に困難であり、プロジェクト支持者が言うところの偏向報道を通じて論争の種にもなった。二酸化炭素量は日照時間中に植物の光合成によって急激に減少し、夜間には系の呼吸作用が支配的になって逆に増加するため、日内変動は平均して600 ppmに上った。容易に予想されるように季節による変動も大きく、冬季には4,000–4,500 ppmにまで上昇し、夏季には1,000 ppmに近い値になった。クルーは二酸化炭素スクラバー（排ガス処理装置）を随時稼働させたり、灌漑水を調節して砂漠やサバンナの生命活動を活性化・不活性化させたり、バイオマスの除去・貯蔵を通じて炭素隔離を行ったり、植栽が可能な土地すべてに早生の植物種を植えて系の光合成量を増やすことで二酸化炭素量を制御した。1991年11月、『ヴィレッジ・ヴォイス』誌はクルーが二酸化炭素スクラバーを秘密裏に設置したと断じる調査記事を掲載し、バイオスフィアが公称していた全ての物質を自然の方法でリサイクルするという目標が破られたと主張した。ネルソンらは二酸化炭素処理装置を隠したことはなく、環境プロセスを補強する人工的システムの一つに過ぎないと反論した。この種の炭素回収装置の反応は可逆なので、後に施設内に炭素を補充する必要が生じたら貯蔵しておいた二酸化炭素を放出して対応することができる。
バイオスフィア2の土壌は生態系の植物が萌芽から成熟するまでに必要な炭素（植物バイオマスにしておよそ18,000キログラムの増加と見積もられる）を供給できるものが選択された。この土壌炭素が土壌微生物の呼吸によって二酸化炭素として放出される速さを突き止めるのがバイオスフィア2実験の一つの目標だった。事後の研究により、バイオスフィア2の農場土壌の炭素・窒素比がある程度の安定値に達して二酸化炭素放出速度が低下していたことが1998年までに明らかになった。
系の呼吸速度は光合成速度より大きく（ガラス張りの構造を透過する光量が少なかったことや、バイオスフィア2の初期植物バイオマスが少なくその後急速に増加したことが原因だという可能性があった）、酸素はゆっくり減少していった。にもかかわらず二酸化炭素量の上昇が見られないのは謎だった。その裏にあるプロセスを解明したのはコロンビア大学ラモント＝ドハティ地球観測所のジェフ・セヴリングハウスとウォーレス・ブロッカーだった。二人は同位体分析による調査を通じて施設内に露出していたコンクリートと二酸化炭素が炭酸塩化反応を起こして炭酸カルシウムを作り炭素と酸素の両者を固定化していたことを突き止めた。

## 2回目のミッション

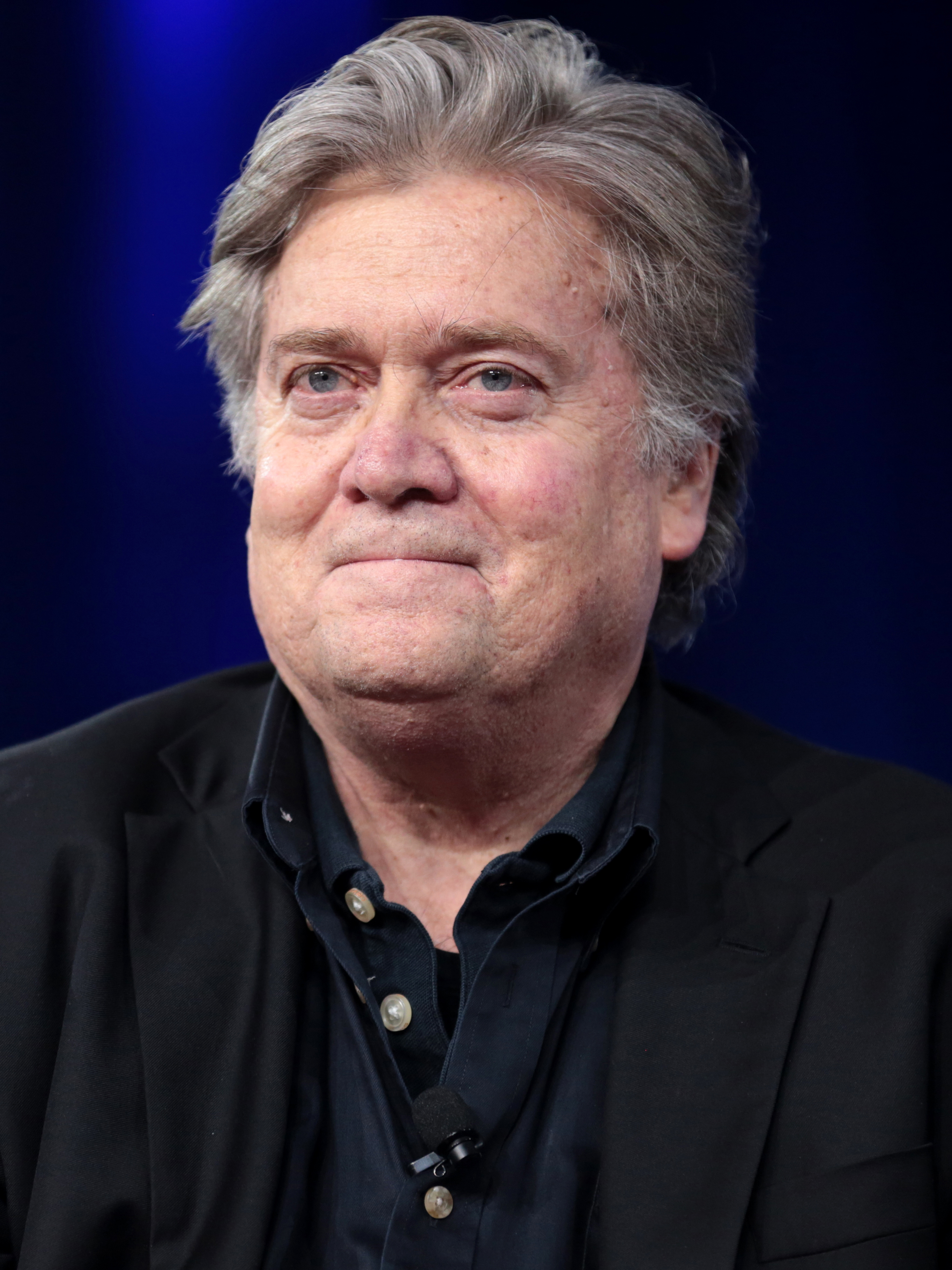
スティーブン・バノン、2017

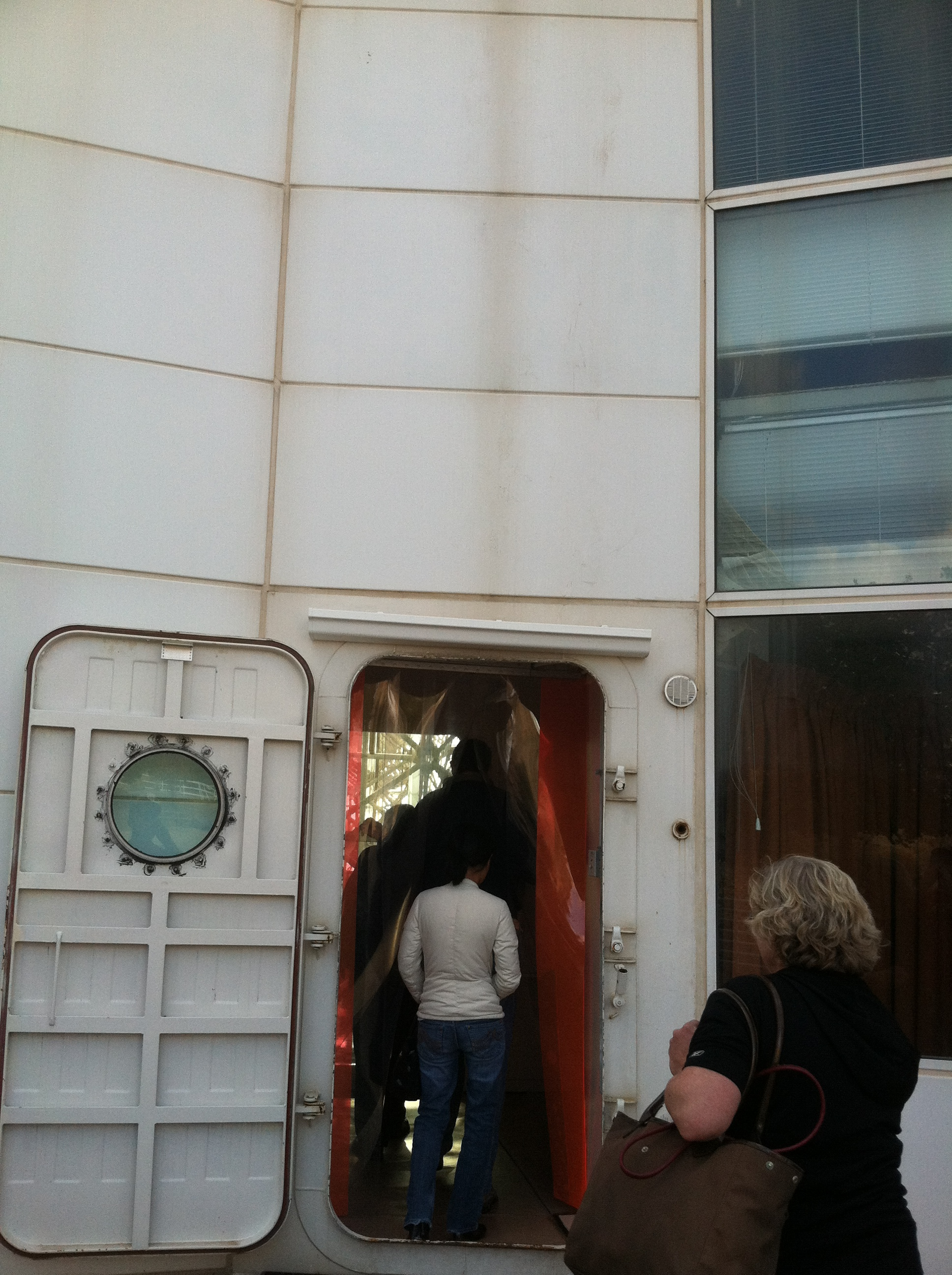
エアロック・ドア

バイオスフィア2の初回のミッションの後、二酸化炭素が吸収されることを防ぐためにコンクリートをシーリングするなど、大規模な研究とシステムの改良が行われた。2回目のミッションは、1994年3月6日に開始され、10ヶ月運用される予定と発表された。クルーは、ノルベルト・アルバレス＝ロモ（キャプテン）、ジョン・ドルイット、マット・フィン、パスカル・マスリン、シャーロット・ゴッドフリー、ロドリゴ・ロモ、ティラック・マハトの6名である。2回目のミッションのクルーは食糧生産において完全な自給を達成した。
1994年4月1日、経営陣の中で深刻な争いが起こり、連邦保安官によって差し止め命令が執行されて現場管理者が追放された。出資者のエド・バスはカリフォルニア州ビバリーヒルズの投資銀行チームBannon & Co.を経営していた スティーブン・バノンをSpace Biospheres Venturesの経営者に起用した。プロジェクトは管財人の管理下に置かれ、外部の経営者が管財人に選任されて低迷するプロジェクトを立て直していくことになった。争いの原因は3つあった。ミッション運営の不徹底による悪評、財務の不健全、研究の失敗である。1992年度に2,500万ドルの損失を出すという重大な財務的不始末が指摘されている。 
クルーやスタッフの一部は以前から施設のコスト超過を調査していたバノンに不信感を持った。バイオスフィア2の初回のクルー2人は人事に抗議するためにアリゾナに戻り、バノンと新経営陣が彼らの安全を脅かすと現在のクルーに警告するために、施設に侵入した。1994年4月5日午前3時、初回のミッションのクルーであるアビゲイル・アリングとマーク・ヴァン・ティロは、プロジェクトを外から破壊し、二重エアロックドア1つと一重の非常口3つを開け、約15分間開いたままにしたとされる。また、ガラス5枚が割られた。アリングは後にアメリカの大手紙、シカゴ・トリビューンに、「バイオスフィアは緊急事態にあると考えた…決して破壊活動ではなかった。それをすることは私の責任だった」と語った。システムアナリストのドネラ・メドウズによると、この間にバイオスフィア内の空気の約10%が外気と入れ替わった。メドウズはアリングから連絡を受け、アリングとヴァン・ティロは、クルーが新しい状況について何を聞かされていたか分からないので、劇的に状況の変わった人体実験を続けるか、もしくは去るかの選択を中の人に与えることが倫理的義務だと判断した、と言ったという。「1994年4月1日、午前10時頃...リムジンがバイオスフィア敷地に到着した...バス氏によって雇われた2人の投資銀行家と共に...。彼らは、プロジェクトの直接の管理を引き継ぐための一時的差し止め命令を持って到着した...。一緒にいたのはバスの組織が雇った6〜8人の警察官だった...彼らはすぐにオフィスの鍵を変えた...そして、バイオスフィア2の安全性、運営、研究に関するいかなるデータも入手できないようにされた」アリングは手紙の中で、突然引き継いだ「銀行家」が 「技術的にも科学的にも何も知らず、バイオスフィアのクルーについてもほとんど知らなかった」ということを何度も強調している。4日後、キャプテンのノルベルト・アルバレス＝ロモ（当時はバイオスフィア2の最高責任者マーガレット・オーガスティンと結婚していた）が、妻の停職処分を受けて「家族の緊急事態」を理由に突然にバイオスフィアを去った。彼の後任には、初回のミッションのキャプテンに指名されていたものの、直前で交代したベルント・ザベルが選ばれた。その2ヵ月後、マット・フィンに代わってマット・スミスが就任した。
所有・管理会社であるSpace Biospheres Venturesは1994年6月1日に解散した。これにより、ミッションの科学的・経営的管理は、資金パートナーであるDecisions Investment Co.が契約していた暫定的な事業再生チームに委ねられることになった。2回目のミッションは1994年9月6日に早々と終了した。バイオスフィア2はコロンビア大学によって、閉鎖生態系から二酸化炭素濃度を任意のレベルで操作できる「フロースルー」システムに変更されたため、それ以上の完全気密系の研究は生まれていない。
スティーブン・バノンは2年後にバイオスフィア2を去ったが、彼の辞任は、施設への侵入を図った元クルーによってSpace Biospheres Venturesに対して起こされた「訴権の乱用」の民事訴訟によって際立つものとなった。バイオスフィア2の設立当初からの主要な管理者グループは、バノンらによる虐待的な行動と、銀行家たちの実際の目的は実験を破壊することであったと両方述べた。1996年の裁判で、バノンは原告の一人であるアビゲイル・アリングを「自己中心的で妄想的な若い女性」「尻軽女」と呼んだと証言している。また、この女性が現場の安全上の問題をまとめた5ページの陳情書を提出した時、「彼女の喉に陳情書を押し込んでやる」と言い放ったと証言している。バノンは、これを「傷心と幻滅」によるものとした。裁判の結果、裁判所は原告側を支持し、Space Biosphere Venturesに60万ドルの支払いを命じたが、同時に原告側にも損害賠償として40,089ドルを支払うよう命じた。

## 科学

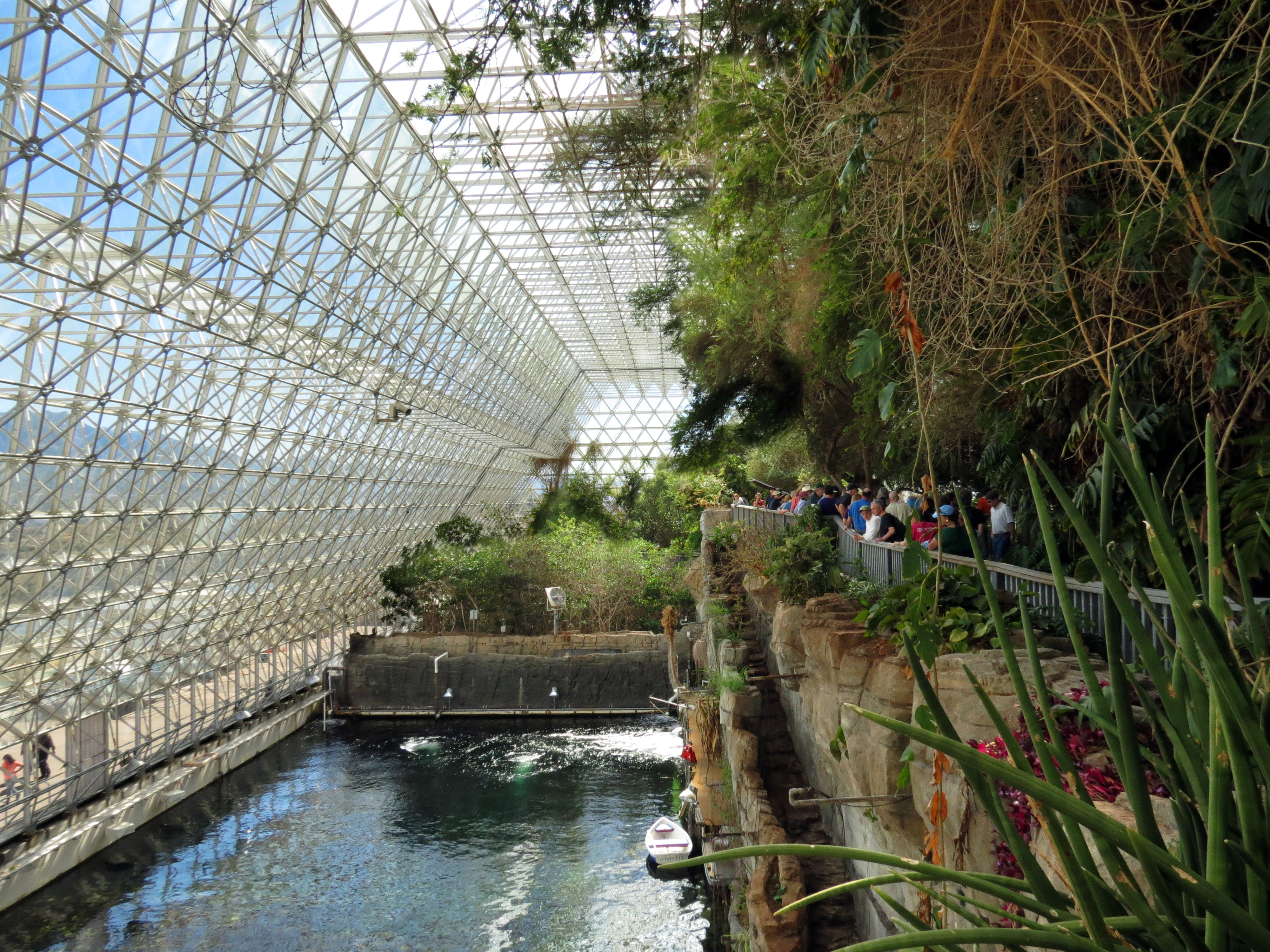
海セクション

1999年に出版されたマリノとハワード・T・オダムの編集によるEcological Engineering誌の特集号「バイオスフィア2:研究の過去と現在」は、バイオスフィア2から得られた論文や知見の集成として最も包括的なものである。この特集号に掲載された論文は、システムの代謝、水文的収支、熱と湿度を記述する校正モデルから、二酸化炭素の豊富な環境における熱帯雨林、マングローブ、海洋、農耕システムの発達を記述するものまで、多岐にわたっている。いくつかの学位論文や多くの科学論文がバイオスフィア2での初期の閉鎖実験からのデータを使用しているが、オリジナルのデータの多くは分析されたことがなく、おそらく学派の争いや内紛のために利用できないか失われている。
科学史家のレベッカ・レディエの主張によると、バイオスフィア2の製作者は科学のアカデミズムにとってのアウトサイダーと認識されていたためメディアからは疑いの目で見られるだけであまり理解されなかった、そして「正統な」科学者と見なされるコロンビア大学が管理を引き継いだ後はそのように見られることがなくなったという。

### 称賛と批判
バイオスフィア2の評価には、「ケネディ大統領が人類を月に打ち上げて以来、米国で実施された最もエキサイティングな科学プロジェクト」というものがあった。他方、「科学と称したニューエイジの戯言」とも言われた。 
ジョン・アレンとロイ・ウォルフォードには、それなりの実績があった。ジョン・アレンは、コロラド鉱山大学で冶金・鉱山工学の学位を、ハーバード・ビジネス・スクールでMBAを取得している。ロイ・ウォルフォードはシカゴ大学で医学博士号を取得後、病理学の教授として35年間UCLAで教鞭をとった。マーク・ネルソンは1998年にH.T.オダム教授のもとで生態工学の博士号を取得し、バイオスフィア2における下水の処理と再利用に用いられる人工湿地の開発や、珊瑚を採取したユカタン沿岸の珊瑚礁の保護に取り組んでいる。リンダ・リーは、オダムと共同で取り組んだ生物多様性とバイオスフィア2の熱帯雨林に関する論文で博士号を取得した。アビゲイル・アリング、マーク・ヴァン・ティロ、サリー・シルバーストーンは、バイオスフィア財団の設立に協力し、珊瑚礁と海洋の保全、持続可能な農業システムに取り組んだ。ジェーン・ポインターとテーバー・マッカラムは、パラゴン・スペース・デベロップメントを共同で設立し、世界で初めて宇宙空間におけるミニ閉鎖系と動物の全生涯を研究するとともに、自由降下の高度の世界記録樹立に協力した。 
ジャーナリストのマーク・クーパーは、バイオスフィア2の準備段階において世界中のトップレベルの科学者やとりわけロシア科学アカデミーが貢献しているにもかかわらず参加者の資質に疑問を呈し、「バイオスフィアプロジェクトを構築、構想、指揮しているグループは、科学の最先端にいるハイテク研究者のグループではなく、権威主義的で明らかに非科学的な個人崇拝から発展した演劇パフォーマーの一群が鞍替えした集団である」と書いている。クーパーが言及しているのはニューメキシコ州のシナジア牧場のことだが、そこは実際にバイオスフィアクルーの多くがジョン・アレンの指導のもとで演劇を練習し、バイオスフィア2の背後にあるアイデアを発展させ始めた場所であった。彼らはまたエコテクニクス研究所を設立し、成立困難な生物群系を題材に、人間の技術と環境の合理的な統合を進めるための革新的なフィールドプロジェクトを開始したが、バイオスフィアクルーの候補者の多くはそこでリアルタイムの複雑なプロジェクトを運用する経験を積んだ。
彼ら自身の科学コンサルタントの1人は当初は批判的であった。バイオスフィア内の熱帯雨林の生物群系を設計したのは、イギリスにあるキュー王立植物園の園長であるギリアン・プランス博士である。後に彼は意見を変え、この実験のユニークな視点を認め、コンサルタントとして実験の成功に寄与したが、1983年のインタビュー（実験開始の8年前）ではプランスは次のように述べていた。
「私がエコテクニクス研究所に惹きつけられたのは、研究費が削減される中で、研究所が自由に使えるお金をたくさん持っているように思えたからだ。しかし他の人たちと同様に、私はよく使われなかった。彼らの科学に対する興味は本物ではない。何か秘密めいた意図があり、ある種の宗教的、哲学的なシステムによって導かれているようだ」
その後、プランスは1991年の新聞のインタビューで次のように述べている。
「彼らはビジョナリーだ...そしておそらく彼らが持っているビジョンを実現するためにカルトらしさを帯びたのだろう。しかし、彼らは本質的にはカルトではないようだ...私は生態系の回復システムに興味がある。そして、この実験から宇宙の目標をはるかに超えたあらゆる種類の科学的なことが生まれると思う...彼らがこの新しいプロジェクトのために私のところを訪れたとき、彼らはとてもよく組織されていて、とても触発された。私は単純に、彼らの過去を忘れることに決めた。過去を引きずるべきではない」
ポインターは回顧録の中で、バイオスフィア2の企画チームの一部は信頼ある科学者ではないために試みの結果は価値がないという批判に反論している。
「一部の記者は私たちが非科学的であると非難した。世界最高の科学者に数えられる人たちが精力的にプロジェクトの設計と運営に携わっていたにもかかわらず、SBVの管理者の多くが科学者の学位を持っていなかったため、プロジェクト全体の妥当性に疑問が持たれたようだ。しかし、その批判はフェアではない。私はバイオスフィア2を去ってから10年間、スペースシャトルと宇宙ステーションに実験を送り出し、代替シャトルと将来の月面基地のための生命維持システムを設計する小さなビジネスを経営してきた。私は学位はおろか、ジョン・アレンの持つようなハーバード大学のMBAさえも持っていない。私は科学者や一流のエンジニアを雇っている。私たちの会社の信用は、私の称号のために問題にされることはない。私たちは仕事の品質で判断されている」
H・T・オダムは、科学の発展には、しばしば奇人やアウトサイダーが貢献してきたと指摘する。
「バイオスフィア2の運営に携わった人たちは、10年間予備的な検討プログラムに従事し、閉鎖系に携わるロシア人を含む国際的な科学者コミュニティと交流していたにもかかわらず、科学の学位を持たなかったため、多くの科学者から訓練を受けていないとみなされた。科学の歴史には、非典型的な経歴を持つ人々が科学を新しい方向に開いた例が数多くあり、今回の場合にはメソコスム組織と生態工学に新鮮な仮説を組み入れている」
スミソニアン協会のトム・ラブジョイを委員長とするバイオスフィア2科学諮問委員会は、1992年8月の報告書の中でこう報告している。
「委員会はバイオスフィア2の構想と建設が先見性と勇気のある行動であったという点で一致している。バイオスフィア2の規模は例のないものであり、バイオスフィア2はすでに他の手段では得られない予見されなかった科学的知見をもたらしている（特に大気中の酸素濃度の予想外の低下の記録）。バイオスフィア2は生物地球化学的循環、閉鎖生態系の生態学、復元生態学の分野で重要な科学的貢献をすることになるだろう」
コロンビア大学は、施設の運営を引き継いだ後、外部の科学者を集めてこの施設の可能性を評価し、次のような結論を出した。
「世界的な科学者たちが集まり、バイオスフィア2の施設が地球と環境の未来に関わる重要な問題に取り組むための特別な研究所であると判断した」
初期の閉鎖系研究の後にも研究は続けられており、生態系についての現在の理解に大きく貢献してきた。マーク・ネルソンは次のように書いている。「数年にわたるバイオスフィア2海洋の研究から、大気CO2の上昇が破壊的な影響を生み出すことが立証された ... CO2レベル200 ppm、350 ppm、700 ppm、1200 ppmでサンゴ礁を観察したところ ... 低レベルCO2下でのサンゴの成長速度は ... 1990年代地球大気のレベルである350 ppmと比べて倍増した ... 1200 ppmではサンゴの成長は90%低下した」米国科学アカデミーの会長を務めたフランク・プレスはこの結果を「人間が地球に与える影響の初めての明白な実験的検証」と述べている。

## コロンビア大学
1995年12月、バイオスフィア2の所有者は経営をニューヨーク市のコロンビア大学に移した。コロンビア大学はバイオスフィア2を2003年まで研究拠点およびキャンパスとして運用した。その後、経営は所有者に戻された。1996年、コロンビア大学は、閉鎖系研究用に設計された実質的に気密で物質的に閉鎖された構造を「フロースルー」システムに変更し、閉鎖系の研究を停止した。コロンビア大学は地球温暖化の研究のために二酸化炭素の濃度を操作し、必要な量の二酸化炭素を注入し、必要に応じて排気を行った。コロンビア大学による運営中、コロンビア大学や他の大学の学生はしばしば1学期を現場で過ごした。
コロンビア大学運営中の研究により、地球規模の持続的な気候変動による大気中の二酸化炭素濃度の上昇や海洋酸性化が、珊瑚礁に壊滅的な影響を与えることが実証された。米国科学アカデミー元会長のフランク・プレスは、バイオスフィア2の高度に制御可能な海洋メソコスムを利用した、大気と海洋の間のこれらの相互作用の証明を、「人間が地球に与える影響の初めての明白な実験的検証」と説明した。バイオスフィア2の陸上生物群系の研究では、二酸化炭素濃度を上昇させると、生物群系による吸収が飽和に達してそれ以上吸収できなくなることが示された。この研究の著者らは、バイオスフィア2の熱帯雨林と砂漠の生物群系のシステム全体の反応に著しい違いがあることから、「複雑な地球変動問題の研究における大規模な実験研究の重要性を示している」と指摘した。

## 敷地の売却

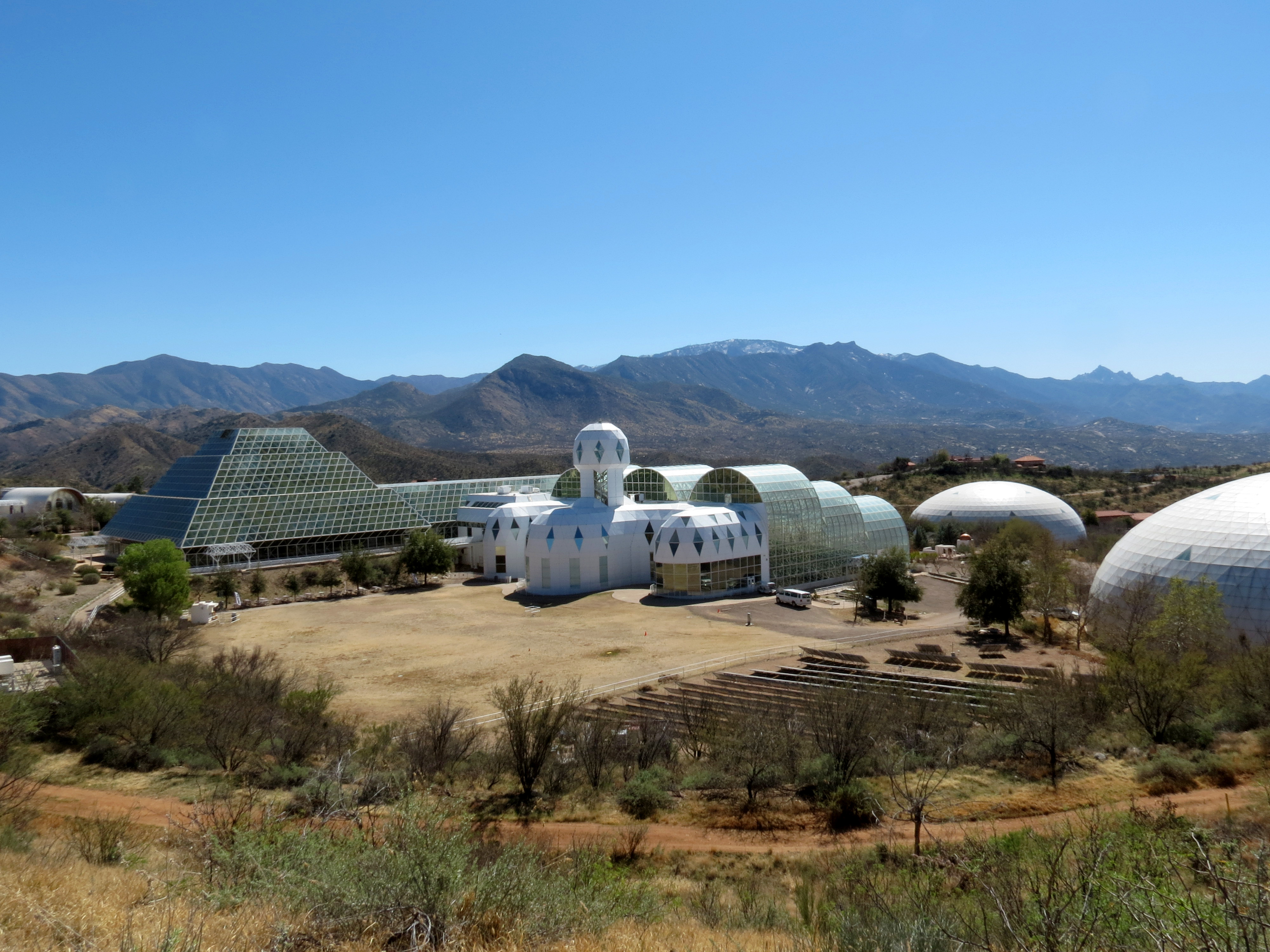
バイオスフィア2 遠景

2005年1月、バイオスフィア2の所有者であるDecisions Investments Corporationは、プロジェクトの全体の敷地のうちの650ヘクタール（1,600エーカー）を売りに出していると発表した。彼らはバイオスフィア2の複合施設が研究用に利用されることを望んでいたが、大規模大学、教会、リゾート、スパなど、異なる意図を持つ購入者を除外してはいなかった。2007年6月、敷地はCDO Ranching & Development, L.P.に5000万ドルで売却され、1,500戸の住宅とリゾートホテルが計画されたが、バイオスフィア2の主要な施設は依然として研究・教育用途に利用可能であった。

## アリゾナ大学による買収
2007年6月26日、アリゾナ大学はバイオスフィア2での研究を引き継ぐと発表した。この発表により、施設が取り壊されるのではないかという懸念は払拭された。大学関係者によると、民間の寄付と助成金により、研究費と運営費を3年間賄うことができ、10年間の資金延長の可能性があるとした。資金は10年間延長され、現在は、陸域の水循環とそれが生態学、大気科学、土壌地球化学、気候変動とどのように関連しているかについての研究プロジェクトに取り組んでいる。2011年6月、大学は7月1日からバイオスフィア2の完全な所有権を引き継ぐと発表した。
CDO Ranching & Developmentは、土地、バイオスフィア2の建物、その他いくつかのサポート用および管理用の建物を寄付した。2011年、フィラコロジー財団（エド・バスによって設立された非営利の研究財団）は、進行中の科学研究と運用のために2,000万ドルを約束した。2017年、エド・バスはバイオスフィア2を支援するためにアリゾナ大学にさらに3,000万ドルを寄付し、2つのアカデミックポジションを寄付し、「フィラコロジー生物圏研究寄付基金」を設立した。敷地内ではサイエンスキャンプも開催されている。これには、大学の学部生向けの1週間の「スペースキャンプ」と、高校以下の生徒向けの宿泊キャンプが含まれる。

## 現在の研究
バイオスフィア2では多数の小規模な研究プロジェクトと、下記のような大規模な研究プロジェクトが行われている。
- Landscape Evolution Observatory（LEO、地形変化観測所）。数百万ポンドにおよぶ非生物由来の火山岩を1,800台のセンサでモニタすることで、そのような生命のない土壌が数年の時間をかけて微生物や維管束植物の生命を支えられる肥沃な土壌へと変化していく過程を解明するプロジェクト。施設面では、既存のドーム内に巨大な鉄骨製の「丘陵斜面」を3基設置して世界最大の計量型ライシメータ（蒸発散量計）として運用しているが、既設建造物の構造によって搬入出が制約されるため設計や施工はその影響を受けている[111]。
- Lunar Greenhouse（月面温室）。月や火星で野菜を栽培する方法を理解するために、植物の蒸散によって水をリサイクルし浄化する生物再生生命維持システムを開発する、環境制御型農業センターの2番目のプロトタイプ[112][113]。
- 民間企業のCivic Farmsと共同でバイオスフィア2の西肺に垂直農法プロジェクトの構築が予定されている[114]。水効率を高め、害虫や農薬を使わずに農業公害をゼロにし、外部の気象条件からの影響を排除するという目標を目指して、特定の波長に設定したLEDランプによる室内植物成長サイクルを開発しようとするもの[115]。

## 大衆文化におけるバイオスフィア2
- Bio-Dome バイオスフィア2をモチーフにした1996年のコメディ映画[116]。
- Spaceship Earth バイオスフィア2を題材にした2020年のドキュメンタリー映画[117]。
- チアーズ (テレビドラマ) 「(season 11)The Girl in The Plastic Bubble」では、登場人物Lilith Craneが地下の「エコ・ポッド」に住むために旅立ち、明らかにバイオスフィア2プロジェクトのパロディであることがわかる。[118]

## 訪問

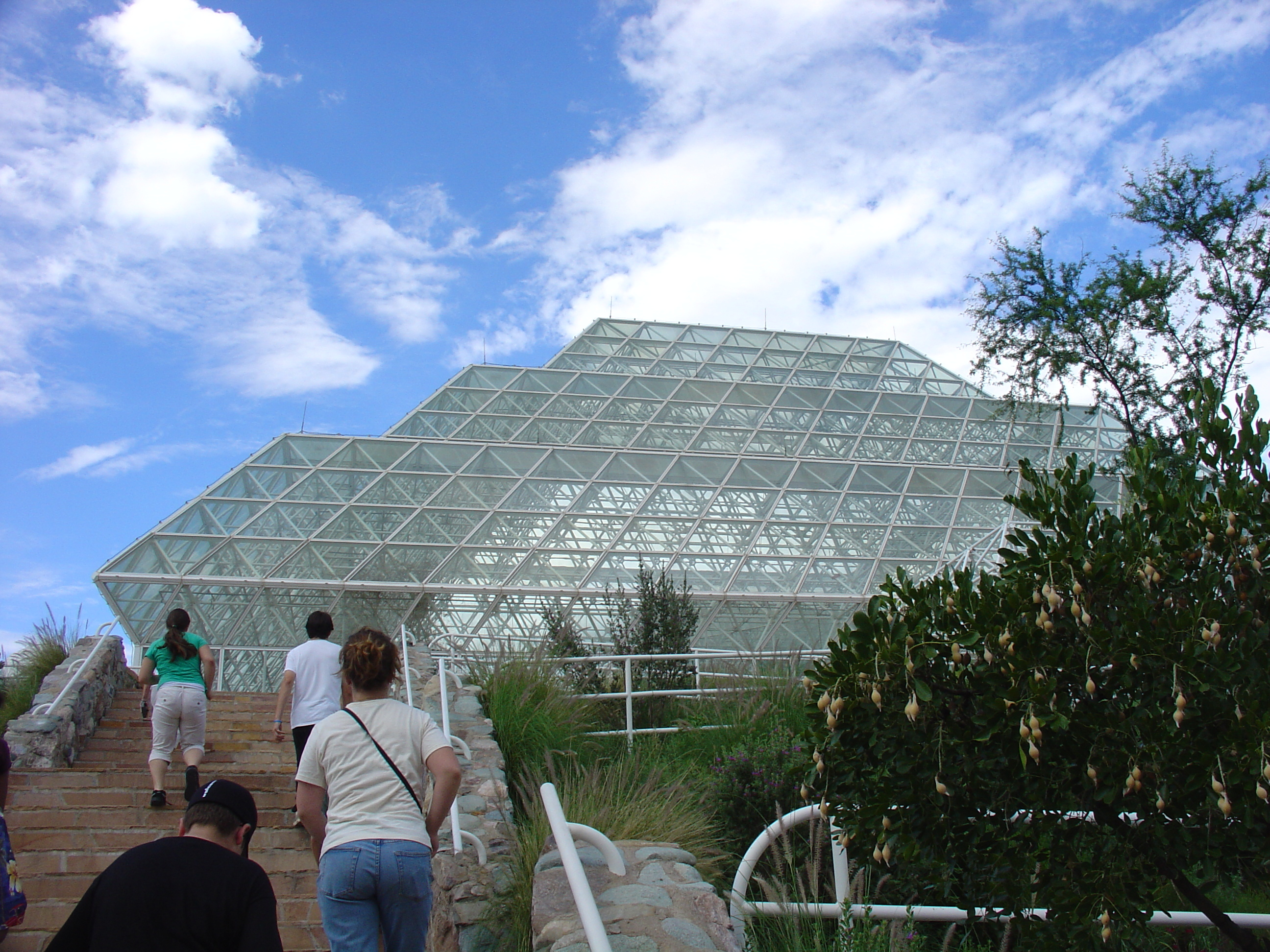
見学ツアー

### 見学
バイオスフィア2では一般人の見学を受け入れている。有料。事前予約が推奨されており、当日窓口での入場は保証されていない。感謝祭とクリスマスを除き年中無休。 開館時間は午前 9 時から午後 4 時。入場前にiphone/androidの場内案内アプリのインストールが勧められている。見学の所要時間は約 1 時間 15 分。 

### スペースキャンプ
次世代の有人宇宙開発を担う人材育成を目的としたフィールド実習として、Space Camp at Biosphere 2（SCB2）が毎年催されている。同プログラムは京都大学が文部科学省の支援を受けてアリゾナ大学と協力して実施している。日本国内の大学の学部生・大学院生が応募可能。参加学生は国内実習として国内の各施設において地球環境について学んだのち、バイオスフィア2に6日間滞在して各国の学生と共同で各種プログラムを行う。

## 日本での類似実験
日本においては、財団法人環境科学技術研究所が青森県六ヶ所村で閉鎖空間長期間滞在実験を試みている。